# Zjednoczony Instytut Badań Jądrowych
Zjednoczony Instytut Badań Jądrowych (ros. Объединённый институт ядерных исследований, ОИЯИ) – międzynarodowa organizacja naukowa zajmująca się badaniami z zakresu fizyki jądrowej, fizyki teoretycznej i matematycznej, wysokich energii, molekularnej, biofizyki i biologii molekularnej. Instytut umiejscowiony jest w Dubnej, 125 km od Moskwy.

## Historia
Instytut powstał 26 marca 1956 roku z inicjatywy Związku Radzieckiego z połączenia dwóch instytutów badawczych Akademii Nauk ZSRR: Instytutu Problemów Jądrowych i Laboratorium Elektrofizycznego. Instytut powstał jako swoista odpowiedź RWPG na powstanie Europejskiego Centrum Badań Jądrowych (CERN).
Do momentu rozpadu Związku Radzieckiego ZIBJ był przede wszystkim wspólnym laboratorium dla państw RWPG, przy której to organizacji był afiliowany. ZIBJ zatrudnia ponad 1000 naukowców z 18 państw członkowskich: Armenii, Azerbejdżanu, Białorusi, Bułgarii, Kuby, Czech, Gruzji, Kazachstanu, Korei Północnej, Mołdawii, Mongolii, Polski, Rumunii, Rosji, Słowacji, Ukrainy, Uzbekistanu i Wietnamu. Okazjonalnie w badaniach prowadzonych przez ZIBJ biorą także naukowcy m.in. z UNESCO, CERN, CLAF, Francji, Niemiec, Włoch i USA. Dwustronne umowy stowarzyszeniowe z Instytutem ma pięć państw: Niemcy, Węgry, Republika Południowej Afryki, Egipt i Serbia. W 2022 roku, w następstwie rosyjskiej inwazji na Ukrainę –  Polska, Czechy i Ukraina wycofały się ze współpracy z Instytutem. 
Od czasu rozpoczęcia działalności, Instytut współpracował z ponad 800 innymi centrami naukowymi i uniwersytetami w 62 krajach. Według danych z 2016 roku w Instytucie pracuje ponad 4,5 tys. osób, w tym 1,2 tys. pracowników naukowych.

## Kierunki badań
Instytut dysponuje siedmioma laboratoriami specjalizującymi się w różnych dziedzinach: fizyce teoretycznej, fizyce wysokich energii, fizyce ciężkich jonów, fizyce fazy skondensowanej, reakcjom jądrowym, neutronom i technikom informatycznym. Istnieją również wydziały zajmujące się badaniami nad promieniowaniem i radiobiologią oraz zespoły badawcze poświęcone konkretnym eksperymentom. Na światowym poziomie prowadzone są tu badania dotyczące m.in. takich zagadnień jak: synteza nowych pierwiastków w obszarze tzw. wyspy stabilności, badanie własności fizycznych i chemicznych izotopów superciężkich, badanie charakterystyk spontanicznego i wymuszonego rozpadu jąder oraz spektroskopia izotopów pierwiastków ciężkich i transuranowych.

## Najważniejsze osiągnięcia
W Dubnej odkryto następujące pierwiastki: rutherford (1964), seaborg (1974), bohr (1976), flerow (1999), liwermor (2001), oganeson (2002), moskow (2004) i tenes (2006). Wytworzono także nihon (2004), choć IUPAC przyznała pierwszeństwo zespołowi z Riken w Japonii.
Odkryto tam również hiperon antysigma minus i sformułowano wiele hipotez fizycznych, np. o oscylacji neutrin czy kwarkowym modelu hadronów. W Instytucie zbudowano także nanometrowe membrany filtrujące, które znalazły zastosowanie medyczne.

## Najważniejsze urządzenia badawcze
- Nadprzewodzący synchrotron (nuklotron), rozpędzający cząstki do energii 7 GeV
- trzy cyklotrony izosynchroniczne (120, 145, 650 MeV)
- fazotron (680 MeV)
- synchrofazotron (4 GeV)
- impulsowy reaktor na prędkie neutrony
- w budowie jest zderzacz jonowy wiązek przeciwbieżnych NICA (ang. Nuclotron-based Ion Collider Facility) przeznaczony do badań w dziedzinie fizyki ciężkich jonów wysokich energii[2].

## Dyrektorzy
- Dmitrij Błochincew (1956–1965)
- Nikołaj Bogolubow (1965–1989)
- Dezső Kiss(inne języki) (1989–1991)
- Władimir Kadyszewski(inne języki)(1992–2005)
- Aleksiej Sisakian (2006–2010)
- Wiktor Matwiejew(inne języki) (2011–2020)
- Gieorgij Trubnikow(inne języki) (od 2021)